# Agonum megillum
Agonum megillum är en skalbaggsart som beskrevs av Bates. Agonum megillum ingår i släktet Agonum och familjen jordlöpare. Inga underarter finns listade i Catalogue of Life.